# Doshpuluur

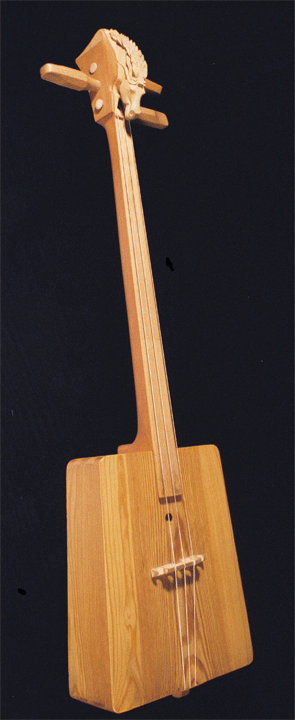
Doshpuluur fabricado por Marat Damdyn.

El doshpuluur (Tuvano: Дошпулуур) es un instrumento musical de cuerda pulsada original de Tuvá. El instrumento asemeja un laúd de mástil largo construido con madera, por lo general de pino o alerce. Las cuerdas del doshpuluur se tocan pulsándolas y rasgándolas.

## Características
Existen dos versiones de doshpuluur. Una versión posee una caja de resonancia de forma trapezoidal, que se encuentra recubierta de ambos lados por piel de cabra y no posee trastes. La otra versión posee una caja de resonancia con forma de riñón en su mayor parte fabricada de madera con un pequeño parche de piel de un cabrito o víbora en su frente y posee trastes. 

## Afinamiento
Tradicionalmente el instrumento posee dos cuerdas, pero existen versiones del mismo con tres o aun cuatro cuerdas. Por lo general las dos cuerdas se afinan con una quinta de distancia, la tercera cuerda por lo general forma la octava. A veces las dos cuerdas se afinan con una cuarta de distancia. Al igual que los otros instrumentos de cuerda tuvanos, se lo utiliza tradicionalmente como acompaniamiento de una presentación solista.